# ASEAN-Universitäts-Netzwerk
Das ASEAN-Universitäts-Netzwerk (Abk. AUN; engl. ASEAN University Network) ist ein im November 1995 gegründetes Netzwerk von Universitäten aus den ASEAN-Ländern in Südostasien.
Im Jahr 2012 hatte das AUN 30 Mitgliedsuniversitäten aus allen 10 ASEAN-Staaten:
 Brunei
- Universität von Brunei Darussalam (Bandar Seri Begawan)

 Kambodscha
- Royal University of Law and Economics (Phnom Penh)
- Royal University of Phnom Penh (Phnom Penh)

 Indonesien
- Institut Teknologi Bandung (Bandung)
- Universität Airlangga (Surabaya)
- Gadjah-Mada-Universität (Yogyakarta)
- Universität Indonesia (Jakarta)

 Laos
- Nationaluniversität Laos (Vientiane)

 Malaysia
- Nationale Universität Malaysia (Bangi)
- Universität Malaya (Kuala Lumpur)
- Putra Universität Malaysia (Serdang, Selangor)
- Science University Malaysia (Penang und Kelantan)
- Universiti Utara Malaysia (Sintok, Kedah)

 Myanmar
- University of Mandalay (Mandalay)
- Universität Rangun (Rangun)
- Wirtschaftsinstitut Rangun (Rangun)

 Philippinen
- Ateneo de Manila University (Quezon City)
- Universität De La Salle (Manila)
- Universität der Philippinen, sieben Standorte

 Singapur
- Nanyang Technological University
- National University of Singapore
- Singapore Management University

 Thailand
- Burapha-Universität (Bang Saen)
- Universität Chiang Mai (Chiang Mai)
- Chulalongkorn-Universität (Bangkok)
- Mahidol-Universität (Bangkok, Nakhon Pathom)
- Prince of Songkla-Universität (Songkla)

 Vietnam
- Universität Cần Thơ (Can Tho)
- Vietnamesische Nationaluniversität Hanoi (Hanoi)
- Vietnamesische Nationaluniversität Ho-Chi-Minh-Stadt (Ho-Chi-Minh-Stadt)